# Kenneth Kent Mackenzie
 (juillet 2023).
Si vous disposez d'ouvrages ou d'articles de référence ou si vous connaissez des sites web de qualité traitant du thème abordé ici, merci de compléter l'article en donnant les références utiles à sa vérifiabilité et en les liant à la section « Notes et références ».
Kenneth Kent Mackenzie est un botaniste américain, né en 1877 et mort en 1934.

## Source
- Brummitt & Powell, 1992 : Authors of Plant Names. Royal Botanic Gardens, Kew.